# 원 영종 (9대)
원 영종(元英宗, 1302년 2월 22일(음력 2월 6일) ~ 1323년 9월 4일(음력 8월 4일))은 대원의 제9대 카안(재위: 1320년 ~ 1323년)이다. 묘호는 영종(英宗), 시호는 예성문효황제(睿聖文孝皇帝), 존호는 계천체도경문인무대소효황제(繼天體道敬文仁武大昭孝皇帝), 칸호는 게겐 카안(몽골어: ᠭᠡᠭᠡᠨ
ᠬᠠᠭᠠᠨ Gegen Qa'an, гэгээн хаан)이다. 본명은 시데발라(몽골어: ᠰᠢᠳᠢᠪᠠᠯᠠ Šidebala, 한국 한자: 碩德八剌 석덕팔랄, Шадбал, 티베트어: སི་ཏི་ཕ་ལ། si ti pha la)이다.
1316년 11월 옹기라트부와 다기 카툰의 지지로 황태자에 책봉되고, 이듬해 중서성과 상서성, 추밀원사를 겸하여 행정권과 군권을 장악했다. 1320년 부황 인종이 사고로 죽자 제위에 올랐다. 즉위 초반 흥성태후 다기 카툰과 그의 측근 테무데르가 실권을 쥐었고, 1322년 흥성태후와 테무데르가 연이어 죽자 그해 11월에 친정하였다. 그는 즉위 직후부터 친정을 시도, 테무데르와 옹기라트 귀족과 대립했으며, 한때 영종을 폐위하고 그의 동생 우투시부카를 추대하려다가, 바이주의 신속 대응으로 실패했다. 1322년 11월 옹기라트 귀족들을 제거하고 친정을 선언했다. 그러나 한지파와 몽골고원파의 정치적 대립으로 1323년 9월 4일 상도에서 대도로 이동하던 길에 택시 등이 보낸 알란인 출신 아수드 경비대원의 칼에 찔려 노상 객사하였다.

## 생애

### 어린 시절
영종 시데발라는 1302년 음력 2월 6일(2월 22일) 당시 황제 원 성종의 조카이자 원 세조 쿠빌라이 칸의 증손 친왕 아유르바르와다와 그의 정비 옹기라트씨 출신 라드나시리의 장남 혹은 둘째 아들로 태어났다. 음력 2월 2일 출생설도 있고, 1302년생설 외에도 1303년생 설, 1300년생 설이 있다. 원사와 원사연의, 신원사는 1302년생 설을 채택했다. 황금사에 의하면 시데발라는 쥐띠로써 1300년생이라 한다. 그의 이름 시데발라는 중세 몽골어로 깨닭음을 뜻한다. 산스크리트어로 순수함을 뜻하는 수드(शुद्ध)와 그릇, 돛을 뜻하는 파라(पाल)의 합성어라는 설도 있다.
형제로는 동생 우투사부카(兀都思不花)가 있는데 아버지 인종의 고려인 출신 황후 답리마실황후(答里麻失里皇后) 김씨 소생이라는 설이 있고, 라드나시리의 아들이라는 설도 있다.
1307년 1월 성종이 죽고 일부 귀족들은 그의 아버지 아유르바르와다를 추대했으나, 그해 3월 도성을 점령한 아유르바르와다는 황제위를 자신의 형 퀼리그 칸 카이산에게 양보하였다. 그리고 카이산은 시데발라의 아버지 아유르바르와다를 황태제로 임명하는 대신, 아유르바르와다가 황제위에 오르면 카이산 자신의 아들을 황태자로 임명하기로 약속하였다. 그러나 이 약속은 지켜지지 않았다.
시데발라의 어린 시절에 대한 기록은 원사, 원사연의 등에 전하지 않는다. 원사에 의하면 그의 성격은 강명(剛明)하고, 지진이 발생했을 때는 스스로 음식을 줄였으며, 철락(徹樂)했다 한다. 대만의 학자 야오다리(姚大力)는 베이징대학 출판사 발행 『몽원의 제도와 정치문화(蒙元制度與政治文化)』에 발표한 자신의 논문 "원 인종과 원나라 중기 정치(元仁宗與中元政治)"에서 시데발라에게 어떤 성격적인 결함이 있었다고 추정하였다.
1311년 1월 무종 카이산이 갑자기 죽고, 황태자 겸 상서령이었던 그의 아버지 아유르바르와다가 섭정으로 있다가, 자연스럽게 인종으로 즉위하였댜. 시데발라는 아버지 인종이 할머니 다기 카툰에게 휘둘리는 것과, 다기 카툰 및 그 측근 테무데르에게 눌려서 사는 것, 아버지 아유르바르와다가 테무데르 일파를 싫어하는 것을 목격했다.

### 황태자 시절
1316년 11월 다기 카툰에 의해 황태자로 내정되었다. 그는 사촌 형제 투그테무르, 쿠살라를 태자로 임명함이 가하다며 사양했다. 
1316년(연우 3) 12월 19일, 인종 아유르바르와다 부얀투 황제의 장남 자격으로 황태자에 책봉되었다. 부황 인종이 아닌 할머니 흥성태후 다기의 뜻에 의해 그를 태자로 책립했다고도 한다. 인종은 상천(上天)의 매우 큰 복을 받고 역대 황제들의 큰 뜻을 계승하며, 황태후의 자훈(慈訓)을 받들었다고 교지를 내렸다. 그는 몽골 제국과 원나라의 역대 카안 가운데 중국식 제위계승법에 의거해 적장자이면서 황태자를 거쳐 정식으로 즉위한 최초의 인물이 되었다. 
1317년 아버지 인종 아유르바르와다 부얀투 황제는 시데발라를 중서령과 상서령에 임명하여 중앙 부처 두개의 권한과 영추밀원사에 임명하여 군권을 주고, 근위대 최고사령관직에 임명하여 군권을 완전히 장악하게 했다. 1317년 10월에는 아버지 인종은 그에게 정무를 주관하게 하였다. 비교적 안정된 인종 부얀투 카안의 치세가 1320년에 끝나고, 2년 후 조모인 흥성태후가 죽자 다시 정쟁이 재연되었다.
과거 쿨룩 카안은 즉위 당시 경쟁 세력인 안서왕(安西王) 아난다를 제압했던 동생 부얀투 카안의 공로를 치하하며 황태자로 삼아 후계를 보장한 한편 부얀투 카안이 조카에게 제위를 넘겨준다는 소위 '무인수수(武仁授受)'의 약조를 한 바 있었다. 그러나 쿨룩 카안 사후에 그의 아들인 쿠살라는 황실의 냉대를 받다가 1316년(연우 3) 운남으로 유배생활을 하던 도중 섬서에서 반란을 일으킨 사건과 1317년 몽골고원에서 무종의 측근들이 일으킨 반란에 연달아 연루되어 알타이산맥을 넘어 중앙아시아로 도주했고, 그를 지지한 장교단 역시 숙청당했다. 옹기라트씨족 역시 카이산의 두 아들이 옹기라트 씨족의 외손이 아니라는 이유로 도와주지 않고 방관하였다.
그는 옹기라트씨족의 외손자로서 황태자직에 무난히 올랐다. 일부 귀족, 관료들은 그의 태자 책봉을 불쾌히 여겼다. 그러나 중서성과 상서성의 장이 된 시데발라는 당시 권력을 거의 독점하던 옹기라트씨족의 권신인 테무데르, 옹기라트씨족을 밉게 보아, 이들과 갈등하였다. 한때 아버지 인종은 그를 위해 자신의 대칸위를 양위할 계획까지도 세워두었다. 시데발라는 당시 개부의동삼사였고 케식의 제3번째 부대를 대대로 관리하던 바이주와 만나려 했다. 그러나 바이주는 황제의 숙위를 담당하는 자신이 태자와 사적으로 만나면 의심받을 것이라며 거절했고, 시데발라는 바이주의 신중함을 신뢰하였다.
1319년 12월 12일 부황 인종의 명으로 국정사무를 결재하였다. 1320년 3월 7일 부황 인종 아유르바르와다가 병석에 누웠다가 다시 쾌차하였다. 그러나 부황 인종은 병석에 누운 상태에서도  술을 마셨다. 3월 18일 다시 병석에 눕게 되었다. 시데발라는 근심을 드러내며 하늘에 기도를 드렸다 한다.

### 통치 기간

#### 즉위 직후
1320년 3월 1일 아버지 아유르바르와다가 음주로 인한 낙상으로 사망하였다. 그는 상복을 입고 죽을 마시며 빈소를 지켰다. 원사에 의하면 부친상을 당한 시데발라는 상훼를 했는데, 예가 지나쳤다(哀毀過禮) 한다. 3월 4일 부황 인종이 태자태사로 전직시켰던 테무데르를 할머니 흥성태후가 중서우승상으로 임명했다.
그해 4월 19일 할머니 흥성태후와 우승상 테무데르의 추대로 대도 대명전(大明殿)에서 황제로 즉위하였다. 그는 신하와 왕공, 부족장들을 대명전(大明殿)에 모아놓고 바이주에게 태조 칭기스 칸의 금궤보훈(金匱寶訓)을 낭독하게 했다. 연호는 지치(至治)로 하고, 이유치국(以儒治國, 유학으로 나라를 다스리겠다)을 선언했다. 그러나 실권은 할머니 흥성태후 다기에게 있었다. 즉위 직후 영종은 친동생 혹은 서출 이복동생인 우투시부카(兀都思不花)의 작위를 안왕(安王)에서 2글자 왕호인 순양왕(順陽王)으로 강등시켰다. 우투사부카를 바로 강등시킨 이유는 알려져 있지 않다.
시데발라에게 제위가 돌아가게 된 배경엔 흥성태후와 그녀를 보좌한 테무데르 일파의 책동이 결정적 요인으로 작용했는데, 이는 무종계 세력을 배척하는 동시에 시데발라의 어머니가 태후와 같은 콩기라트 오복이었던 만큼, 어리고 유약한 후계자를 조종하기 수월할 것이란 계산이 고려되었기 때문이다. 본래 시데발라는 1316년 12월초 자신을 황태자로 세우려는 흥성태후에게 스스로 '어리고 능력이 없다는 이유를 들어 대통은 쿠살라가 이어받아야 마땅하고, 그를 보좌하겠다(臣幼無能 且有兄在, 宜立兄. 以臣輔之)'며 고사했으나, 결국 태후의 의지대로 관철되었다. 12월 19일 황태자 책립 후 이듬해 중서령 및 추밀사를 겸임했고, 곧바로 연우 4년 윤정월엔 시데발라의 책봉 조서가 공표되었다.
즉위 직후 영종은 상도 도성 내에 있는 이슬람 사원을 파괴하고, 이슬람 신자들을 상도에서 추방하였다.

#### 즉위 초반
1320년(연우 7) 정월, 부얀투 카안이 붕어하자 시데발라는 즉위에 앞서 선제(先帝)의 상(喪)을 주관하게 되었다. 이 공백기를 틈타 흥성태후는 테무데르를 중서우승상으로 복직시키고, 중서성 인사에 대한 물갈이를 통해 조정의 대권을 장악하고자 기도하였다. 
같은 해 3월 11일, 대도의 대명전(大明殿)에서 즉위한 영종은 다음달에 칭기스 칸의 원훈 무칼리의 후손으로 태자 시절부터 교유해왔던 바이주를 중서평장정사(中書平章政事)로 기용한 데 이어서 전권을 주어 조정 실세로 만든 뒤, 중서성 좌승상으로 승진시키면서 테무데르의 권력을 견제하고, 어사대를 시켜 태후 직속 기관인 휘정원(徽政院) 관원들의 실책을 수시로 지적, 비판하는 한편 태후궁 휘정원에 압력을 가하는 등 실권 회복을 준비하기 시작했다. 다기 카툰과 테무데르, 옹기라트부는 조정을 장악했지만, 영종은 친정을 시도했고, 이들의 뜻에 순순히 따르지 않았다. 다기 카툰은 그가 이렇게 완고한 줄 알았다면 세우지 않았을 것이라며 후회했다 한다.
1320년 5월 테무데르는 자신을 탄핵한 하등(賀勝)을 장수를 시켜 살해했다. 이후 테무데르는 인종 말년에 자신을 탄핵하려 한 관료들을 처형, 숙청, 유배보냈다. 즉위 직후의 영종은 손을 쓰지 못했다.
그해 7월 19일 영종은 낙양과 창평의 12역참의 관리 부실을 이유로 중서성 평장정사 내랄홀(乃剌忽)을 파면하고, 동생 우투시부카는 1자왕호인 안왕에서 2자왕호인 순양왕으로 강등시켰다. 그는 성종과 인종 시대의 성리학자들을 기용하는 한편, 불교계 인사들도 등용하여 유교와 불교의 영향력을 강화시키고 옹기라트부족을 견제, 영향력을 약화시키려 했다. 영종은 즉위 직후부터 서예를 권장, 장려하였다.
또한 다기 카툰, 테무데르에 반발하여 유교 교육을 받은 귀족들을 자신의 측근으로 기용하였다. 그는 한족이 사냥에 무기를 사용하는 것을 금지하고, 한족은 무술 연마 금지, 야시장에 참석하지 못하도록 금지시켰다. 그러나 그는 한족의 문화를 배우는 데 많은 관심을 기울였고, 공자를 숭배하고 그 후손을 찾아 우대하였다.

#### 옹기라트부 권신들과 갈등
영종 즉위 초, 옹기라트부의 테무데르는 자신의 정적들과 잠재적인 적들을 처형하였다. 즉위 초기부터 조정내의 인사 이동 문제를 둘러싼 새 황제와 흥성태후 사이에 신경전이 고조된 가운데 연우 7년 5월, 중서좌승상에서 영북행성으로 강등된 영북행성의 평장정사 아스간(阿散)과 중서평장정사 흑려(黑驢), 휘정원사(徽政院使) 시레문(失列門), 이린지발(亦列失八) 등 태후 세력과 가까운 인사들이 주동한 폐립 모의가 발각되었다. 이들은 영종을 폐위하고 그의 이복 동생 혹은 친동생인 순양왕 우투사부카(兀都思不花)를 추대하려 했다. 이 음모는 케식 군단을 신속히 동원해 선수를 치고 나온 게겐 카안과 바이주에 의해 분쇄되었다. 1320년 5월 영종은 중서우승상이었다가 영북행성 평장정사로 강임된 하산(阿散), 어사대부 타카하르, 휘정원사 시레문, 마흐무드, 후르(赫驴) 등을 파면하고, 하산, 후르 등을 처형했다. 6월에는 전 태자첨사 송고르(床兀儿)를 처형했다. 이들은 흥성태후궁의 측근들이었다.
정치적 입지가 위축된 태후가 별궁으로 퇴거한 것을 계기로 체제 단속이 진행되었고, 휘정원을 배경삼아 아성을 구축해왔던 콩기라트파에 대해 일련의 탄압이 가해졌다. 동생 우투사부카는 바로 사약을 내리고, 그의 재산은 몰수하여 장패감에서 압수했다. 휘정원사 미설미(米薛迷)는 고려 금강산으로 유배되었고, 태후를 죽일 수는 없어 태후궁 휘정원의 관료들을 처형하는 선에서 사건을 종결시켰다. 나아가 게겐 카안 자신의 집권 정당성과 권위를 보강하기 위해 태묘(太廟)의 의례를 정비하고, 제사(帝師) 팍스파를 추모하는 사찰을 건립하는 등 종교 행사에도 관심을 보였다. 그해 8월 테무데르가 자신의 일파를 사주, 1316년 12월에 자신을 탄핵했던 조세연을 불경죄로 탄핵했다. 그러나 영종은 번번히 나는 그의 충량함을 안다며 거절하였다.
테무데르 일파는 테무데르를 탄핵하는데 가담한 소바이주(蕭拜住)와 양도르지(楊朶兒只)를 탄핵하여 이들을 처형했고, 탄핵에 가담한 감찰어사 마조상(馬祖常)과 황긍파(黃肯播)를 공격하여 그들을 관직에서 몰아냈다. 영종은 조세연에 대한 처벌은 끝까지 승인 거절하는 것으로 대응했다.
영종은 이슬람 사원을 훼철하는 한편, 유교와 불교 위주로 국정을 운영하였다. 그는 자라이르부 출신으로, 칭기즈 칸의 개국공신 무칼리(木華黎)의 5대손이며 쿠빌라이 칸 당시 우승상을 역임한 한툰(安童)의 손자 바이주(拜住, 1298 - 1323)를 기용하여 친위세력을 형성해 나갔다. 바이주는 영종을 충실히 섬겼고 성리학자들을 발탁했다. 바이주의 영향력이 점점 커지자 테무데르는 불안감과 혐오감을 느꼈다 한다. 바이주는 자신의 선조 무칼리의 기념비를 건립하려 리우퉁에 갔다. 이를 이용해서 테무데르는 바이주를 제거하려 했으나 실패하게 된다.
1321년 대도 서쪽에 큰 불교 사원을 건립했다. 1321년 6월 봉원로(奉元路) 준옥현(悛屋縣)의 승려 원명(圓明)이 스스로 황제라 칭하고 반란을 일으켰다. 영종은 군사를 보내 그해 10월 반란을 진압하고, 원명을 처형하였다. 그해 9월 영녕로(永寧路)에서 반란이 일어났으나 곧 진압하였다. 10월에는 유양주(酉陽州)에서 반란이 일어나 사천행성에서 진압하였다.
1321년 원 영종은 대도에 파스파 라마를 기념하는 불교 사찰을 건립하였다. 조정의 일부 관료들이 사찰 건립에 들어가는 비용을 문제삼자 영종은 비판을 한 관료들을 처형하는 것으로 대처하였다. 사찰 건립 비용을 놓고 비판하다가 영종에게 처형당한 이들 중에는 조상 대대로 몽골 조정에 충성했던 소야 오엘 하티미치라는 당대의 저명한 이슬람인 장교도 있었다. 11월 28일 신하들은 그에게 존호를 올려 계천체도경문인무대소효황제(繼天體道敬文仁武大昭孝皇帝)라 하였다. 그해 12월 2일 이키레스 씨 수가발라(速哥八剌)를 정궁 황후로 책봉하였다.
또한 부황 인종대에 편찬하던 법전 연구와 편찬을 계속 진행했고, 백과사전 편찬을 지시하였다. 즉위 직후부터 원 세조 쿠빌라이칸 시대부터 영종 시데발라의 즉위 초기까지의 제도, 법령, 지방 통치, 경제, 군사 등을 기록한 대원성정국조전장(大元聖政國朝典章)의 간행을 명하여 1322년 발간하였다.

#### 친정 시도, 옹기라트부와 갈등
바이주는 테무데르의 측근인 조정 신하들을 조사하여 탄핵, 추방하고 영종은 이를 즉시 승인했다. 테무데르는 영종의 측근 바이주와 갈등했고, 테무데르는 장사명을 시켜 바이주를 공격했다. 그러나 바이주 역시 장사명을 쫓아내기 위해 그 주변을 지켜봤다. 영종은 법을 어겼다는 이유로 낭기아타이와 리귀 등을 처형했다.
1322년 모후 라드라니시가 사망했다. 1322년 6월 17일 바이주(拜住)를 중서성 좌승상에 임명하였다. 그해 7월에는 킵차크인으로 구성된 2개의 부대의 사령관직을 바이주에게 맡겨 군권을 주었다. 시데발라와 옹기라트부의 갈등을 틈타, 킵차크 칸국과 일 칸국은 그를 업신여기고 독자노선을 추진한다.
1322년 10월 6일에 우승상 테무데르가 병으로 죽고, 11월 1일에 태황태후도 사망하여 이때 비로소 친정하였다. 테무데르의 관작을 삭탈하고 재산을 몰수, 테무데르의 아들들을 처형하고 테무데르의 일가를 도성에서 추방하였다. 영종은 바이주를 우승상에 임명하고, 좌승상직은 궐위로 두고 중서성 평장정사에는 장규(張珪)를 임명하였다. 즉시 관원의 수를 줄이고, 감독관원의 비리를 조사, 적발하여 처벌했으며 조역법(助役法)을 제정, 반포하였다. 이후 법령 재정비를 추진한다. 유교 성리학적 가르침을 국정 운영 주요 이념으로 하는 한편, 중국 문화의 홍보, 정착에 적극적으로 지원하였다. 유교 성리학의 영향이 강화되면서 몽골 귀족 여성들의 재혼, 권한 역시 성리학적인 규제로 대폭 제한되었다.
성리학의 영향력이 커지면서 몽골 여성들이 공공장소에서 자유롭게 이동할 권리 역시 제한, 규제되었다.

#### 친정과 제도 개정
지치 2년(1322년) 가을, 테무데르와 흥성태후가 연달아 사망하자 본격적으로 친정을 개시하게 된 게겐 카안은 친정을 선언했다. 곧 테무데르의 관직을 추탈했으며, 테무데르의 죄를 벌할 것을 선언, 소유물과 재산을 몰수하고 할아버지의 비석을 철거했으며, 테무데르의 아들 선정원사(宣政院使) 파리키스(八里吉思)를 처형하였다. 테무데르의 또 다른 아들 소남(鎖南)은 추방되었는데, 양자 테크시는 누이가 영종의 후궁이라 연좌를 모면하였다. 
이때부터 이듬해 초에 걸쳐 휘정원의 혁파와 부역법 개정 및 법전 《대원통제(大元通制)》를 간행한 것을 위시로 한법(漢法)에 근거한 신정(新政)의 추진 의지를 내외에 천명했다. 이러한 조치는 세사(歲賜) 지급의 중단까지 수반되어 특권 계급인 몽골계 왕공 귀족층에게 반감을 불러일으켰을 뿐만 아니라, 흥성태후 일파의 실책을 대대적으로 조사, 처벌하는 한편 태후궁 소유물과 재산을 태후 사망 직후 바로 몰수조치했다. 또한 유기(劉夔)가 토지를 탈취했다는 의혹을 다시 조사, 국문하여, 토지는 원래의 주인에게 되돌려주고 유기(劉夔), 낭가타이(囊加台) 등을 처형했다. 흥성태후 일파의 잔당을 겨냥한 공안 정국이 지속되면서 원나라의 지배계급 내부에 새로운 갈등을 양산시키는 결과를 초래하였다.
1322년 12월 4일 바이주를 중서우승상으로 임명했다가 좌승상직을 공석으로 두어 유일한 승상으로 삼았으며, 장규를 중서문하평장정사로 임명했다. 또한 성리학자들을 대대적으로 채용하여 중서성과 상서성에 배치하는 한편, 성리학자 장규를 승상으로 임명하고, 7명의 저명한 성리학자들을 초빙하여 한림원에 배치하여 교육을 담당하였다. 또한 영종은 신속하게 조서를 내려 각 지역의 토지주들의 토지 보유 현황과 면적 측량, 농작물 생산량을 파악했다. 이어 소규모 토지주들의 노동 부담을 덜기 위해, 각 토지주가 자신이 소유한 토지의 비율을 전국적으로 환산, 세금 대신 국가에 무급으로 봉사하는 부역과 부역 비용을 일부 부담하게 했다. 그는 부황 인종의 유교적 정책과 한법(漢法)을 실천에 옮기려 하였으나, 불교세력, 무슬림세력의 반발과 몽골 귀족들의 거부감을 불러왔다.
영종은 고려의 북방 지역을 관할하고 고려 조정을 감독하던 정동행성을 혁파하고 삼한행성(三韓行省)을 설치했다가 곧 없앴다. 또한 형식적으로 종주권을 인정하던 킵차크 한국과 일 한국 등은 대칸인 그를 무시하고 연락을 단절, 독자노선을 걷게 되었다.
영종은 개혁의 걸림돌인 수원황태후(壽元皇太后)와 우승상(右丞相) 테무데르(鐵木失兒)파(派)를 숙청하기 위해 바이주(拜住)에게 전권을 위임, 하지만 지나친 숙청과 급진적 한북(漢化)정책의 추진은 몽고 왕공(王公)들의 불만을 샀다. 법률 제도 외에도 제국 전체에서 몽골 귀족의 영향력을 크게 제한하기로 결정하였다. 우선, 그는 1307년 무종 카이산 때부터 몽골 왕공족에게 매년 행사 때마다 연례 선물을 지급하는 관행을 폐지했다. 이는 일부 몽골 귀족들을 화나게 했다.
한 번은 음력 설날에 영종은 설날을 기념하여 대도를 장식하기 위해 꽃을 만들고, 조명을 궐 주변에 걸으려 하였다. 그러나 장양호는 나라가 어렵다고 조언하고 황제에게 절약 정책을 시행할 것을 요청했고, 영종은 장양호에게 상을 주고 설맞이 축제를 취소했다.

### 정변과 암살
법령 편찬을 계속, 1323년 3월 26일 지원신략(至元新格)에 이어 제2차 법전인 대원통제(大元通制)를 반포하였다. 그의 정책에는 몽골 보수 귀족들의 이익에 반하는 정책이 있어 테무데르의 측근들은 이에 반발하였다. 영종은 테무데르 세력을 견제했지만 별다로 측근세력을 구성하지 못했다. 1322년 11월 태후가 죽자 영종은 태후궁 소속 휘정원 철폐를 선언했지만, 이는 시행되지 못했다.
1323년 5월 남송의 전 황제 송 공제가 한때 신세한탄, 혹은 몽골에 대한 증오를 표현한 시를 읊었다 하여, 그에게 자진을 명하여 처형했다. 일설에는 한족이 송 공제를 추대하려는 것에 대한 두려움 때문이었다는 설이 읶ㅆ다. 
지치 3년(1323년) 8월, 영종은 상도 행궁에서 출발, 대도 황궁으로 이동했다. 같은 8월 테무데르의 양자이자 황제의 처남이기도 했던 어사대부 텍시(鐵失), 친투무르 등이 아수드 내에서 알란인 출신 병사들을 데리고 진중에서 쿠데타를 일으켜 어가를 추격했다. 텍시가 황실 친위대 아수드 중 알란인 출신 병사들을 데리고 반란을 준비하자, 친투무르(Чинтөмөр) 등을 비롯한 친테무데르 세력, 훌레그부카 등의 몽골 귀족들과 킵차크 한국 출신 칸트부크, 영종의 숙청 정책을 두려워하던 조정의 고위 관료들이 상당수 가담했다. 그밖에 왕족 중 안서왕 아난다의 아들로 안서왕부의 부활을 계속 요구하던 예루테무르, 아난다의 동생 알탄부카, 아리크부카의 손자 볼라드, 아난다의 아들 쿨룩부카 등 아유르바르와다 일파에게 처형된 왕족 일가와 몽케 칸의 아들 시리기의 아들 울루스부카 등 일부 왕족들이 정변에 가담했다. 일부 관료들도 가담하여, 전 중앙 조정 평장정사 치긴 테무르(赤斤鐵木兒), 추밀원사 에센 테무르(也先帖木兒), 전 운남행성 평장정사 올제이(完者), 그리고 회회인 첨서추밀원사 창타이(章台), 추밀원부사(樞密院副使) 핫산(阿散) 등도 가담했다. 일설에는 이들과 왕족들이 진왕 예순테무르를 추대하기로 사전에 모의했다는 설도 있다.
지치 3년(1323년) 8월 4일, 상도를 출발해 대도로 남하하던 거가(車駕)가 상도 남쪽 15km 지점인 남파(南坡, 특정하는 지명이 아닌 '남쪽 언덕'이라는 뜻)에 체류하던 도중, 텍시, 친투무르 등은 남파에서 게겐 카안과 바이주 등을 칼로 암살했다.(남파의 변, 1323년) 몽골 황금사에서 남파를 모린오 엡치군이라 부르는데, 이는 몽골어로 말의 업준이, 가슴살이라는 뜻이다. 
몽골 지상주의가 대세였던 원대 역사상 예외적으로 부황 게겐 카안의 국정 방침을 계승해 지치신정(至治新政)이라 일컬어진 한화(漢化) 노선에 열의를 보인 게겐 카안은 후대 중국 사가들로부터 칭송을 받았으며, 그러한 관점에서 흥성태후나 기타 왕공 귀족들과의 알력은 종종 한지파(漢地派)와 막북파(漠北派) 간의 투쟁으로 설명되고 있다. 자녀의 존재 여부는 원사, 원사연의 등에 기록이 나타나지 않는다. 그의 암살은 몽골 제국과 원나라에서 보르지긴 씨족이 아닌 인물들이 쿠테타를 일으켜서 성공한 첫 사례였다. 
영종의 실제 통치기간은 짧아 흥성태후와 테무데르가 죽고 1년 10개월간 집권하였다. 1324년 음력 9월 4일 영종은 자상과 과다출혈로 바로 사망했고, 고위 관료들과 옹기라트부 귀족들, 원나라 황족들은 당일 카라코룸에 있던 진왕 카말라의 아들 예순테무르를 모셔다 옹립한다. 이는 고려에도 전해졌는데, 고려사에는 그의 사망을 음력 9월 9일(양력 10월 9일)로 기록하였다.

### 사후
영종의 암살 직전부터 옹기라트부 귀족들은 차기 황제 옹립을 계획했으나, 테무데르와 옹기라트부가 무종의 아들들을 반대했던 일이 있어, 무종의 아들들은 제외되었다. 이들은 진왕 카말라의 아들 예순테무르를 낙점했다. 영종이 암살된 후 조정 고관들과 안서왕계 등 일부 원나라 황족들은 몽골고원에 있던 예순테무르를 당일로 옹립하였다. 그러나 예순 테무르는 옹기라트부 및 일부 왕족들의 꼭두각시가 되는 것을 두려워하여, 자신을 추대한 관료들과 왕족들 역시 영종 시데발라의 암살범이라는 이유로 제거, 추방하였다.
1324년 3월 11일 태정제가 시호는 예성문효황제(睿聖文孝皇帝), 묘호는 영종(英宗)이라 하였다. 그해 5월 1일 예순테무르는 그의 몽골식 존호를 게겐 황제(格堅皇帝, 각견 황제, Гэгээн» хаан)로 올렸다. 게겐은 중세 몽골어로 밝다, 성자라는 뜻이다. 그는 아버지 인종과 함께 원 왕조를 전통 중국 왕조로 확립하고, 모든 면에서 중국 문화를 받아들이는데 기여했다는 평이 있다.

## 가족 관계

### 조부모와 부모
- 조부 : 추존황제 순종(順宗) 다루마바라(答剌麻八剌)
- 조모 : 추존황후 소헌원성황후(昭獻元聖皇后) 옹기라트씨(弘吉剌氏)
- 아버지 : 제4대 황제 인종(仁宗) 아유르바르와다(愛育黎拔力八達)
- 어머니 : 장의자성황후(莊懿慈聖皇后) 옹기라트씨(弘吉剌氏)

### 후비
- 황후 : 장정의성황후(莊靜懿聖皇后) 이키레스씨(亦乞烈氏) - 영종의 정궁황후(재위 : 1321년 ~ 1323년)
- 황후 : 아팔홀도로 2황후(牙八忽都魯 二皇后) - 테크시의 누이, 태정제에 의해 폐위되고 이후의 행적은 알 수 없다.
- 황후 : 타이지반 황후(朶而只班 皇后)

### 자녀
- 아들 : 불화 태자(不花)[5][6]

### 족보
|  |                                            |  |  |  |  |  |  |  |  |  |  |  |  |  |  |  |
|  | 16. 세조 쿠빌라이 세첸 카안                |  |  |  |  |  |  |  |  |  |  |  |  |  |  |  |
|  |                                            |  |  |  |  |  |  |  |  |  |  |  |  |  |  |  |
|  |                                            |  |  |  |  |  |  |  |  |  |  |  |  |  |  |  |
|  | 8. 진킴 명효태자                           |  |  |  |  |  |  |  |  |  |  |  |  |  |  |  |
|  |                                            |  |  |  |  |  |  |  |  |  |  |  |  |  |  |  |
|  |                                            |  |  |  |  |  |  |  |  |  |  |  |  |  |  |  |
|  | 17. 소예순성황후 차브이 카툰               |  |  |  |  |  |  |  |  |  |  |  |  |  |  |  |
|  |                                            |  |  |  |  |  |  |  |  |  |  |  |  |  |  |  |
|  |                                            |  |  |  |  |  |  |  |  |  |  |  |  |  |  |  |
|  | 4. 다르마발라                              |  |  |  |  |  |  |  |  |  |  |  |  |  |  |  |
|  |                                            |  |  |  |  |  |  |  |  |  |  |  |  |  |  |  |
|  |                                            |  |  |  |  |  |  |  |  |  |  |  |  |  |  |  |
|  | 9. 코코진 카툰 휘인유성황후                |  |  |  |  |  |  |  |  |  |  |  |  |  |  |  |
|  |                                            |  |  |  |  |  |  |  |  |  |  |  |  |  |  |  |
|  |                                            |  |  |  |  |  |  |  |  |  |  |  |  |  |  |  |
|  | 2. 인종 아유르바르다와 부얀투 카안         |  |  |  |  |  |  |  |  |  |  |  |  |  |  |  |
|  |                                            |  |  |  |  |  |  |  |  |  |  |  |  |  |  |  |
|  |                                            |  |  |  |  |  |  |  |  |  |  |  |  |  |  |  |
|  | 20. 옹기라트씨 이름 미상 (=17의 친정 형제) |  |  |  |  |  |  |  |  |  |  |  |  |  |  |  |
|  |                                            |  |  |  |  |  |  |  |  |  |  |  |  |  |  |  |
|  |                                            |  |  |  |  |  |  |  |  |  |  |  |  |  |  |  |
|  | 10. 옹기라트 혼도테무르                    |  |  |  |  |  |  |  |  |  |  |  |  |  |  |  |
|  |                                            |  |  |  |  |  |  |  |  |  |  |  |  |  |  |  |
|  |                                            |  |  |  |  |  |  |  |  |  |  |  |  |  |  |  |
|  | 5. 다기 카툰                               |  |  |  |  |  |  |  |  |  |  |  |  |  |  |  |
|  |                                            |  |  |  |  |  |  |  |  |  |  |  |  |  |  |  |
|  |                                            |  |  |  |  |  |  |  |  |  |  |  |  |  |  |  |
|  | 1. 시데발라 게겐 카안                      |  |  |  |  |  |  |  |  |  |  |  |  |  |  |  |
|  |                                            |  |  |  |  |  |  |  |  |  |  |  |  |  |  |  |
|  |                                            |  |  |  |  |  |  |  |  |  |  |  |  |  |  |  |
|  | 3. 라드나시리 카툰                         |  |  |  |  |  |  |  |  |  |  |  |  |  |  |  |
|  |                                            |  |  |  |  |  |  |  |  |  |  |  |  |  |  |  |
|  |                                            |  |  |  |  |  |  |  |  |  |  |  |  |  |  |  |

## 기년
| 영종        | 원년            | 2년        | 3년        |
| ----------- | --------------- | ---------- | ---------- |
| 서력 (西曆) | 1321년          | 1322년     | 1323년     |
| 간지 (干支) | 신유(辛酉)      | 임술(壬戌) | 계해(癸亥) |
| 연호 (年號) | 지치(至治) 원년 | 2년        | 3년        |

## 같이 보기
- 남파의 변
- 다기
- 옹기라트
- 바이주